# Ingelstads, Herrestads, Järrestads och Ljunits häraders domsaga
Ingelstads, Herrestads, Järrestads och Ljunits häraders domsaga var en domsaga i Kristianstads län och Malmöhus län. Den bildades 1691 då Ljunits härads tingslag tillfördes Ingelstads, Herrestads och Järrestads häraders domsaga som bildats 1682/1683 när svensk lag infördes. Domsagan delades upp 1 januari 1848 i Herrestads och Ljunits häraders domsaga och Ingelstads och Järrestads domsaga.
Domsagan lydde under hovrätten över Skåne och Blekinge.

## Tingslag
- Ingelstads tingslag
- Järrestads tingslag
- Ljunits härads tingslag
- Herrestads härads tingslag

## Häradshövdingar
- 1732-1736 Jonas Rudman Bergenstråhle
- 1754 Fredrik Bennet